# Лагин, Лазарь Иосифович
Ла́зарь Ио́сифович Ла́гин (настоящая фамилия — Гинзбург; 21 ноября [4 декабря] 1903, 4 ноября 1903 или 4 декабря 1903, Витебск — 16 июня 1979[…], Москва) — русский советский писатель и поэт, ведущий представитель советской сатирической, фантастической и детской литературы, автор повести-сказки «Старик Хоттабыч». Псевдоним Лагин — сокращение от Лазарь Гинзбург — имени и фамилии писателя.

## Биография

### Детство и юность
Родился 21 ноября (4 декабря) 1903 года в Витебске в еврейской семье. Был первым из пятерых детей Иосифа Файвелевича (Иоселя Файбышевича) Гинзбурга, уроженца Невеля, и Ханы Лазаревны (Ханы-Двойры Лейзеровны) Гинзбург. Отец работал плотогоном. На следующий год после рождения первенца, скопив денег, семья переехала в Минск, где отец открыл скобяную лавку.
В 1919 году в пятнадцатилетнем возрасте окончил там среднюю школу и получил аттестат зрелости. В том же году отправился добровольцем на Гражданскую войну. Занимался организацией комсомола в Белоруссии, был одним из его руководителей.
Член РКП(б) с 1920 года. Библиотечный инструктор центропечати Западного фронта, инструктор агитпропа ЦБ КП Белоруссии, секретарь управления при СНК БССР. Затем находился на хозработе в Крыму, Москве, Тамбове, Воронеже.
В 1922 году начал печататься на страницах газет со стихами и заметками. О тех первых стихотворных пробах Лагин иронически написал в предисловии к одной из своих книг: «Говоря откровенно, у меня имеется немалая заслуга перед отечественной литературой: я вовремя и навеки перестал писать стихи». Позже, в феврале 1926 года он читал свои стихи на встрече ростовских писателей с В. В. Маяковским. Тот стихи похвалил, а позже, будучи в Москве, при встречах осведомлялся, почему Лазарь не несёт ему своих новых стихов.
В 1923 году учился на отделении вокала Минской консерватории, однако оставил учёбу из-за отсутствия интереса к теории музыки.

### В Москве
Переехав в Москву в 1924 году, посещал литературную студию В. Я. Брюсова и начал цикл «Обидные сказки».
В 1925 году окончил отделение политэкономии Института народного хозяйства имени К. Маркса в Москве. В 1925—1926 годах служил красноармейцем Симферопольской полковой школы, затем возвратился в Москву.
В 1930 году работал заведующим партийным отделом в газете «За индустриализацию», а его отец стал самым грамотным наборщиком «Известий». В 1930—1933 годах учился в Институте красной профессуры. В аспирантуре готовил к защите диссертацию. Из института Лагин был отозван на работу в газету «Правда» заместителем заведующего экономическим отделом. Работал также в журнале «Крокодил» (который с 1932 года выпускался издательством «Правда»), с 1934 года — заместителем главного редактора.
В 1936 году вступил в Союз писателей СССР. В конце 1930-х годов находился в длительной командировке на Шпицбергене.
Замысел, который родился в этот период, нашёл воплощение в повести-сказке «Старик Хоттабыч», опубликованной в 1938 году в журнале «Пионер». Повесть вышла отдельной книгой в 1940 году. Следует отличать первую редакцию повести от второй, которая увидела свет в 1955 году и где не только заменены многие эпизоды и персонажи, но и сама книга значительно выросла в объёме. На основании второй редакции Лагин написал одноимённый киносценарий (фильм поставлен в 1957 году режиссёром Г. С. Казанским).

### Военные годы
В годы Великой Отечественной войны писатель работал в газете «Красный черноморец» политуправления Черноморского флота, участвовал в обороне Одессы, Севастополя, Керчи, Новороссийска. Войну окончил в Румынии в составе Дунайской флотилии.

### Послевоенные годы
В 1947 году опубликовал на идише книгу фронтовых заметок «Мои друзья бойцы-черноморцы» (מײַנע פֿרײַנט די שװאַרציאמישע קריגער: פֿראָנט-נאָטיצנ‎) с иллюстрациями Г. Б. Ингера, которую посвятил памяти погибшего на фронте брата — инженера Файвеля Гинзбурга (1905—13.08.1943). В годы борьбы с «безродными космополитами» принял участие в травле театроведа И. Л. Альтмана. Сохранился мемуар Бенедикта Сарнова об исключении Альтмана из партии, в котором Лазарь Лагин в 1949 году сыграл свою роль. Когда разбиралось персональное дело этого критика, он клеймился как двурушник и буржуазный националист, его обвиняли, в частности, в «семейственности» — в том, что устроил во фронтовую редакцию жену и сына (к моменту суда уже убитого). Альтман пытался оправдаться, и его объяснения произвели было впечатление на публику: «Мой сослуживец, который сейчас говорил о семейственности, вместе со мной стоял на могиле моего мальчика… вместе со мной…», — сказал Альтман и замолчал. «Зал, битком набитый озверевшими, жаждущими свежей крови линчевателями, тоже молчал. И в этой наступившей вдруг на мгновение растерянной тишине как-то особенно жутко прозвучало одно короткое слово — не выкрикнутое даже, а просто произнесённое вслух. Не слишком даже громко, но отчётливо, словно бы даже по слогам: — Не-у-бе-ди-тельно… Слово это скрипучим своим голосом выговорил Лазарь Лагин, автор любимой мною в детстве книги „Старик Хоттабыч“. И оно, как говорится, разбило лёд молчания. Суд Линча продолжился».
В послевоенный период Лагин написал ряд заметных для своего времени фантастических произведений: «Патент АВ» (1947; 1948), «Остров разочарования» (1951), «Атавия Проксима» (1956; доп. фрагм. 1963; испр. доп. 1972 — «Трагический астероид»). К этой же линии примыкают ранний рассказ «Эликсир Сатаны» (1935) и повести «Белокурая бестия» (1963) и «Съеденный архипелаг» (1956), вошедшие в сборник «Съеденный архипелаг» (1963). Особняком стоит сильная и острая повесть «Майор Велл Эндъю» (1962, своеобразное дополнение к «Войне миров» Г. Уэллса, посвящённая проблеме коллаборационизма).
Последнее произведение Лагина — роман «Голубой человек» (1957—1964), молодой герой которого из 1959 года случайно совершает путешествие во времени в царскую Россию, в 1894 год, и там встречается с В. И. Лениным, принимает участие в революционной борьбе.
По воспоминаниям дочери Н. Лагиной, её отец одним из первых обратил внимание на творчество братьев Стругацких, и в дальнейшем поддерживал с ними дружеские отношения.
Рассказы писателя немногочисленны: предвидение будущей войны — «Без вести пропавший» (1937), образцы сатирических произведений — «Вспышка собственита в агрогородке Егоровке» (1961), «Полианализатор Ирвинга Брюса» (1967); ряд рассказов составил сборник «Обидные сказки» (1959).
Умер 16 июня 1979 года. Похоронен в Москве на Кунцевском кладбище (участок № 10).

## Семья
Жена (1940—1946) — Татьяна Васильева, фотограф и фоторедактор в АПН и журнале «Крокодил»; в 1946 году ушла от мужа к пресс-атташе югославского посольства и уехала в Югославию, где второй муж был репрессирован. В 1948 году вновь вышла замуж за писателя Н. Е. Вирту (дочь Лагина осталась жить с отцом).
- Дочь — Наталья Лазаревна Лагина (род. 1941), кандидат искусствоведения, член Союза журналистов, театральный и музыкальный критик, писательница.

## Память
Лазарю Лагину посвящена повесть «В стране вечных каникул» А. Г. Алексина.

## Награды и премии
- орден Отечественной войны II степени (17.11.1944)
- орден Трудового Красного Знамени (10.12.1973)
- медали

## Основные произведения

### Сценарии мультфильмов
- «Жил-был Козявин» (1966)
- «Про злую мачеху» (1966)
- «Происхождение вида» (1966)
- «Шпионские страсти» (1967)
- «Внимание! Волки!» (1970)

### Сценарий фильма
- «Старик Хоттабыч»